# NGC 2509
NGC 2509 (другие обозначения — OCL 630, ESO 561-SC7) — рассеянное скопление в созвездии Кормы. Открыто Уильямом Гершелем в 1783 году.
По наиболее современной оценке, возраст скопления составляет 860 миллионов лет. Точка поворота главной последовательности на диаграмме Герцшпрунга — Рассела для NGC 2509 вытянута, но заметно слабее, чем в других скоплениях сопоставимого возраста, так что возраста звёзд скопления практически не отличаются. При этом на характеристики звёзд влияет их вращение. Расстояние до скопления составляет 2960 парсек. Более старые оценки параметров скопления давали существенно более высокое значение возраста: до 8 миллиардов лет. В пределах скопления обнаружены и исследованы 16 объектов, классифицированных как переменные звёзды.
Этот объект входит в число перечисленных в оригинальной редакции «Нового общего каталога».